# حبيب رحمن
حبيب رحمن (بالهندية: हबीब उर रहमान؛ بالإنجليزية: Habib Rahman) هو مهندس معماري هندي، (و. 1915 – 1995 م).